# Smoked Out, Loced Out
Smoked Out, Loced Out é uma fita subterrânea lançado pelo grupo de Hip Hop (mais conhecida como Three 6 Mafia) lançado em 25 de novembro de 1994. 
O álbum é um precursor de seu álbum de estréia Mystic Stylez em 1995. Foi lançado pela gravadora Prophet Entertainment.

## Listas de música
1. "Triple 6 Hotline" – 0:54
2. "Victim of a Driveby" (by Lil' Glock & S.O.G.) – 3:49
3. "Walk Up To Yo House"
4. "Interlude" – 0:48
5. "Beatin' Them Hoes Down" – 4:20
6. "Now I'm High Really High" (feat. Lil' Fly) – 5:44
7. "Triple 6 Hotline Pt. 2" – 0:26
8. "Niggas Ain't Barrin' That" – 4:11
9. "Stash Pot" – 5:04
10. "Victim of This Shit" (by Gangsta Blac & Lil Fly) – 7:01
11. "Pimpin' & Robbin'" (by Kingpin Skinny Pimp & 211) – 3:45
12. "Fuck All Them Hoes, Part 2" – 4:05
13. "Crank This Bitch Up" (by Gangsta Blac) – 5:04
14. "Outro" – 2:39
15. "Flaugin' Ass Nigga" (by K-9) – 3:44
16. "Squeeze On My Nuts" – 3:28
17. "Triple 6 Hotline Pt. 3" – 0:18